# モニカ・ライアル
モニカ・ライアル （発音はリアルが近い）（Monica Rial、1975年10月5日 - ）は、アメリカ合衆国の女性声優、音響監督、脚本家。テキサス州ヒューストン出身。ヒューストン大学卒業。ADVフィルム及びファニメーションが制作する日本アニメの英語版に作品に出演することが多い。

## 人物
高校、大学で演劇を学んだ後、ジェーソン・ダグラスからオーディションを紹介され、『機動戦艦ナデシコ』の端役で声優デビュー。
映画俳優組合などの労働組合には加盟していない。
ヴィック・ミニョーニャからセクハラを受けた一人と公言している。

## 出演作品

### テレビアニメ
1999年
- 機動戦艦ナデシコ

2000年
- ガサラキ（ミハル）
- ジェネレイターガウル（千明ナツメ）

2001年
- A.D.POLICE
- プリンセスナイン 如月女子高野球部（氷室いずみ）

2002年
- 鋼鉄天使くるみ（サキ（サキ2式））
- エクセル・サーガ（ハイアット）
- チャンス〜トライアングルセッション〜（海原ノゾミ）

2003年
- アニメがんばれゴエモン（ニャンコ）
- アベノ橋魔法☆商店街（今宮沙也香）
- 機動天使エンジェリックレイヤー（木崎珠代）
- 幻想魔伝最遊記（絳鸞、鈴麗）
- 鋼鉄天使くるみ2式（サキ（サキ2式））
- 新白雪姫伝説プリーティア（ティピ、弥生）
- ナジカ電撃作戦（ヒューマリットZZZリラ）
- 南海奇皇（大森茗）
- ノワール（夕叢霧香）
- フルメタル・パニック!（常盤恭子、ノーラ・レミング）
- ラーゼフォン（紫東遥）

2004年
- アキハバラ電脳組（代官山はとこ）
- アクエリアンエイジ Sign for Evolution（山王依子）
- あずまんが大王（黒沢みなも（にゃも））
- OH!スーパーミルクチャン（テツコ、本人役（実写）[5]）
- キノの旅（スー）
- キディ・グレイド（リュミエール）
- クロノクルセイド（フロレット・ハーベンハイト（フィオレ））
- シスター・プリンセス（咲耶）
- 新世紀エヴァンゲリオン（伊吹マヤ）
- スパイラル －推理の絆－（竹内理緒）
- D・N・ANGEL（トワ）
- 超重神グラヴィオン（マリニア）
- 鋼の錬金術師（ライラ/ダンテ）
- PEACE MAKER鐵（沙夜、サイゾー）
- 名探偵コナン（吉田歩美）
- MEZZO -メゾ-（桜田桜）
- 幽☆遊☆白書（天沼月人）

2005年
- エルフェンリート（カナエ）
- 学校の怪談（恋ヶ窪桃子）
- GUNSLINGER GIRL（アンジェリカ）
- こどものおもちゃ（杉田亜矢）
- ダイバージェンス・イヴ（オペレーター）
- 高橋留美子劇場 人魚の森（なつめ）
- 爆裂天使（ジョウ）
- フルメタル・パニック? ふもっふ（常盤恭子）
- 妄想科学シリーズ ワンダバスタイル（夏輪ひまわり）

2006年
- 円盤皇女ワるきゅーレ（時野リカ）
- クレヨンしんちゃん（酢乙女あい）
- SPEED GRAPHER（天王洲神楽）
- 超時空要塞マクロス（早瀬未沙）
- 月詠 -MOON PHASE-（葉月/ルナ）
- トリニティ・ブラッド（ヴァネッサ・ウォルシュ）
- ななか6/17（霧里七華）
- バジリスク 〜甲賀忍法帖〜（お胡夷）
- ぱにぽにだっしゅ!（鈴木さやか（6号さん））
- PAPUWA（パプワ）
- BLACK CAT（キリサキ＝キョウコ）
- フルメタル・パニック! The Second Raid（常盤恭子、佐々木博巳）
- 魔法先生ネギま!（朝倉和美、近衛木乃香、四葉五月）

2007年
- イノセント・ヴィーナス（レニー・ヴィクロー）
- うたわれるもの（ユズハ、ムックル）
- AIR（神尾観鈴）
- エア・ギア（シムカ）
- N・H・Kにようこそ!（小林恵）
- 極上生徒会（桜梅歩）
- 地獄少女（鷹村涼子）
- SoltyRei（リタ・レヴァント(グレコー)）
- ツバサ・クロニクル（サクラ）

2008年
- ネギま!?（朝倉和美、近衛木乃香、四葉五月）
- SHUFFLE! (時雨亜沙)
- RED GARDEN（ヴァネッサ）
- ONE PIECE（くいな、たしぎ、カルー）

2009年
- ケロロ軍曹（西澤桃華）
- 史上最強の弟子ケンイチ（20号）
- 隠の王（森羅万象）

2010年
- 頭文字D（沙雪）※ファニメーション版
- ストライクウィッチーズ（クリスティアーネ・バルクホルン）
- ドラゴンボール改（ブルマ）
- 鋼の錬金術師 FULLMETAL ALCHEMIST（メイ・チャン）

2011年
- 学園黙示録 HIGHSCHOOL OF THE DEAD（鞠川静香）
- 黒執事（メイリン）
- ダンス イン ザ ヴァンパイアバンド（ミナ・ツェペッシュ）
- FAIRY TAIL（ミラジェーン・ストラウス）

2012年
- ef - a tale of memories. / ef - a tale of melodies. （新藤千尋）
- 黒執事II（メイリン）
- これはゾンビですか?（大先生〈アリエル〉）
- 灼眼のシャナII -Second-（フィレス）
- 灼眼のシャナIII -Final-（フィレス）
- とある魔術の禁書目録（インデックス）
- パンティ&ストッキングwithガーターベルト（ストッキング）

2013年
- エウレカセブンAO（ノア）
- AKB0048（一条友歌）
- これはゾンビですか? オブ・ザ・デッド（大先生）
- とある科学の超電磁砲S（インデックス）
- 未来日記（上下かまど）
- モーレツ宇宙海賊（グリューエル・レニティ、ルカ）

2014年
- 閃乱カグラ（焔）
- とある魔術の禁書目録II（インデックス）
- ローゼンメイデン新アニメ版（金糸雀）
- まりあ†ほりっく（衹堂鞠也）
- まりあ†ほりっく あらいぶ（衹堂鞠也）
- 私がモテないのはどう考えてもお前らが悪い!（黒木智子）

2015年
- 境界の彼方（名瀬美月）
- ダンガンロンパ 希望の学園と絶望の高校生 THE ANIMATION（舞園さやか）
- 電波教師（千波花音）
- 中二病でも恋がしたい！（富樫樟葉）
  - 中二病でも恋がしたい!戀（富樫樟葉）
- ヘヴィーオブジェクト（おほほ）
- ユリ熊嵐（百合城銀子）
- ローリング☆ガールズ（小坂結季奈）
- 終わりのセラフ（クルル・ツェペシ）
- 悪魔のリドル（生田目千足）

2016年
- 青春×機関銃（(立花蛍）
- 下ネタという概念が存在しない退屈な世界（アンナ・錦ノ宮）
- ネトゲの嫁は女の子じゃないと思った?（斉藤結衣）
- ハナヤマタ (笹目ヤヤ)
- ラブライブ!サンシャイン!!（高海美渡）
- 僕のヒーローアカデミア（蛙水梅雨）
- ユーリ!!! on ICE（ミラ・バビチェヴァ）
- 電脳コイル（天沢勇子）
- 初恋モンスター（林真冬）
- となりの関くん（横井るみ）

2017年
- ヴァルキリードライヴ（シャルロット・シャルゼン）
- AKIBA'S TRIP（タスジン・ラトゥ）
- 艦隊これくしょん -艦これ-（暁）
- 幼女戦記（ターニャ・デグレチャフ）
- ハンドシェイカー（バインド）
- 緋弾のアリアAA（島麒麟）
- 政宗くんのリベンジ（小岩井吉乃）
- チェインクロニクル ～ヘクセイタスの閃～（エイレヌス）
- ロクでなし魔術講師と禁忌教典（ルミア=ティンジェル）
- モンスター娘のいる日常（スー）

2018年
- ポプテピピック（ピピ美〈第5話Aパート〉）
- 伊藤潤二『コレクション』（川上富江）
- STEINS;GATE（比屋定真帆）
- ゴールデンカムイ（アシリパ,）
- ラディアン（アルマ）
- UQ HOLDER! 〜魔法先生ネギま!2〜（朝倉和美、近衛木乃香、四葉五月）

2019年
- 上野さんは不器用（山下）
- 日常 (漫画)（東雲なの）
- ブラッククローバー（メレオレオナ・ヴァーミリオン）

2020年
- ID：INVADED イド：インヴェイデッド（本堂町小春）
- A3!（立花いづみ）
- まちカドまぞく（シャミ子/吉田優子）
- 宇崎ちゃんは遊びたい!（宇崎花）

2021年
- 安達としまむら (永藤妙子)
- 戦闘員、派遣します！ (アリス)
- SSSS.DYNAZENON
- かげきしょうじょ!! (沢田千夏)

### 劇場アニメ
2005年
- ドラゴンボールZ 危険なふたり!超戦士はねむれない（ココ）
- パルムの樹（ムー）

2006年
- 劇場版 鋼の錬金術師 シャンバラを征く者（ノーア）

2007年
- AIR（神尾観鈴）
- 名探偵コナン 14番目の標的（吉田歩美）

2008年
- ONE PIECE エピソードオブアラバスタ 砂漠の王女と海賊たち（カルー）

2009年
- ヱヴァンゲリヲン新劇場版:序（ペンペン）
- 劇場版ツバサ・クロニクル〜年代記〜 鳥カゴの国の姫君（サクラ）
- 名探偵コナン 瞳の中の暗殺者（吉田歩美）
- 名探偵コナン 世紀末の魔術師（吉田歩美）

2010年
- 頭文字D Third Stage（沙雪）
- ドラゴンボール 神龍の伝説（ブルマ）
- 名探偵コナン 天国へのカウントダウン（吉田歩美）
- 名探偵コナン ベイカー街の亡霊（吉田歩美）

2011年
- ヱヴァンゲリヲン新劇場版:破（ペンペン）

2013年
- 劇場版 そらのおとしもの 時計じかけの哀女神（エンジェロイド）（アストレア）
- 劇場版 FAIRY TAIL 鳳凰の巫女（ミラジェーン・ストラウス）

2014年
- ドラゴンボールZ 神と神（ブルマ、予言魚）

2015年
- 劇場版 とある魔術の禁書目録 -エンデュミオンの奇蹟-（インデックス）
- ドラゴンボールZ 復活の「F」（ブルマ）

### OVA
2003年
- BLUE SEED2（藤宮紅葉）

2004年
- ナースウィッチ小麦ちゃんマジカルて（ポソ吉、マジカルティーチャーコマチ）
- PARASITE DOLLS（マイケルソン）
- ぷにぷに☆ぽえみぃ（我々守思惟）
- まかせてイルか!（碧）
- メガゾーン23（時祭イブ(EVE)）
  - メガゾーン23 PART II
  - メガゾーン23 PART III

2005年
- けっこう仮面（高橋真弓）

2008年
- ネギま!?春スペシャル!?（朝倉和美、近衛木乃香、四葉五月）
  - ネギま!?夏スペシャル!?（朝倉和美、近衛木乃香、四葉五月）

2011年
- 頭文字D Extra Stage（沙雪）

2018年
- UQ HOLDER! 〜魔法先生ネギま!2〜（ダーナ・アナンガ・ジャガンナータ）

### ゲーム
2010年
- ドラゴンボール タッグバーサス（ブルマ）

2011年
- ドラゴンボール アルティメットブラスト（ブルマ）
- Monster-Tale（ゾーイ）
- Ms. Splosion Man（Ms. スプロージョンマン）

### 吹き替え
2003年
- ガメラ3 邪神覚醒（渋谷の母親）

2006年
- オー!マイキー（川北信代）

### 電子マンガ
2012年
- マジカル☆ドリーマーズ（マリシア・アディネ）

### CM
- イケア・ヒューストン（ボイスオーバー）
- テキサス州保健プレスビテリアン病院（ボイスオーバー）
- ヒューストン・ホンダディーラー（ボイスオーバー）

### 舞台
- ウォーサムシアターセンター公演・グリース（ジェン）
- カントリー・プレイハウス公演・キャバレー（サリー・ボウルズ）
- カントリー・プレイハウス公演・スイート・チャリティー（ニッキ）
- ヒューストン・シェイクスピア・フェスティバル公演・お気に召すまま（フィービー）
- プレイハウス90公演・ロッキー・ホラー（スコット博士、エディ）
- マスカレード・シアター公演・ランナウェイズ（リディア）

## 参加作品
2004年
- 鋼の錬金術師（台本）

2005年
- 科学忍者隊ガッチャマン（ADR台本）
- 学校の怪談（ADR台本）
- D・N・ANGEL（ADR台本）
- MADLAX（ADR台本）

2006年
- JINKI:EXTEND（ADR台本）

2008年
- 桜蘭高校ホスト部（台本）
- XXXHOLiC（ADRディレクター）※第9話から

2009年
- 史上最強の弟子ケンイチ（ADRディレクター（1 - 4、9 - 15、19 - 22、25 - 52話）、ヘッドライター、台本）
- 隠の王（ADRディレクター、ADR台本）

2011年
- ダンス イン ザ ヴァンパイアバンド（台本）
- FAIRY TAIL（ADR台本）

## 参照
1. 1 2  “Monica Rial”.   Now Casting. 2013年6月11日閲覧。
2. 1 2  “Monica Rial”.   Mary Collins Agency. 2013年6月11日閲覧。
3. 1 2  “AWC 2012: Interview with Monica Rial”.   Anime World Expos Insider. 2013年6月11日閲覧。
4. ↑  “Bulma Voice Actress Monica Rial Shares Alleged Inappropriate Encounters With Vic Mignogna”.   Anime News Network. 2019年11月4日閲覧。
5. ↑  米国版のみ、英語版の声優が実写で登場する。